# Монтот (Жер)
Монто́т (фр. Montaut) — коммуна во Франции, находится в регионе Юг — Пиренеи. Департамент — Жер. Входит в состав кантона Мьелан. Округ коммуны — Миранд.
Код INSEE коммуны — 32278.

## География

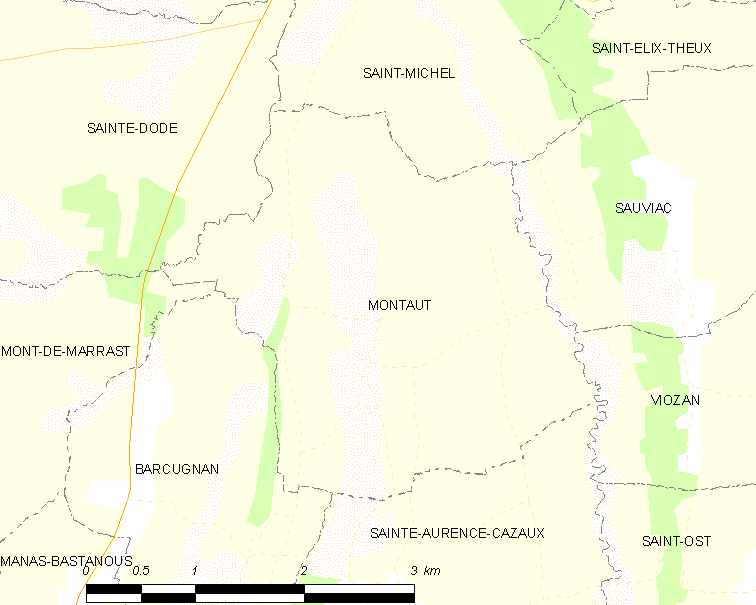
Карта коммуны

Коммуна расположена приблизительно в 630 км к югу от Парижа, в 90 км западнее Тулузы, в 31 км к юго-западу от Оша.
На западе коммуны протекает река Баиз, а на востоке — река Баизоль.

## Климат
Климат умеренно-океанический. Лето жаркое и немного дождливое, температура часто превышает 35 °С. Зимой часто бывает отрицательная температура и ночные заморозки. Годовое количество осадков — 700—900 мм.

## Население
Население коммуны на 2010 год составляло 114 человек.
| 1962 | 1968 | 1975 | 1982 | 1990 | 1999 | 2010 |
| ---- | ---- | ---- | ---- | ---- | ---- | ---- |
| 216  | 201  | 179  | 154  | 134  | 117  | 114  |

## Администрация
| Период | Период | Фамилия        | Партия        | Примечания         |
| ------ | ------ | -------------- | ------------- | ------------------ |
| 1929   | 1945   | Роже Дантон    | Разные левые  | животновод, фермер |
| 1945   | 1983   | Рене Пудансан  | Разные правые | мясник             |
| 1983   | 2001   | Андре Дожан    |               | животновод, фермер |
| 2001   | 2020   | Кристиан Дожан |               | животновод, фермер |

## Экономика
В 2010 году среди 61 человека трудоспособного возраста (15-64 лет) 49 были экономически активными, 12 — неактивными (показатель активности — 80,3 %, в 1999 году было 65,6 %). Из 49 активных жителей работали 44 человека (25 мужчин и 19 женщин), безработных было 5 (3 мужчин и 2 женщины). Среди 12 неактивных 2 человека были учениками или студентами, 4 — пенсионерами, 6 были неактивными по другим причинам.